# 阑尾

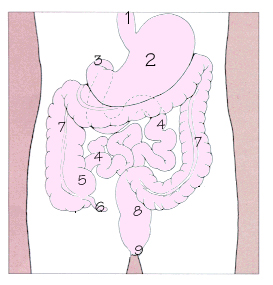
人体胃肠道:
1=食管，2=胃， 3=十二指肠， 4=小肠， 5=盲肠， 6=阑尾， 7=结肠， 8=直肠， 9=肛门
(正面视图)

阑尾（拉丁語：appendix vermiformis），是一個單一開口的管狀器官，連接到盲肠，它在人類胚胎時間就開始發展出來。它是一個由結腸形成的袋狀結構，所在位置接近於小腸與大腸的接合處。位於闌腸（即盲腸）的底端狀似尾巴，故名。
一如其他消化道，阑尾也有相似的结构：空腔和肠壁的结构，但阑尾容易发炎，造成所谓的阑尾炎（常被误称为盲肠炎，但实际上盲肠炎很少见）。而阑尾切除手术是外科最常见的手术之一。
它的名稱來自於拉丁語：，意思是形狀如蟲的。在靈長總目所屬的動物中，都擁有這個器官，在人類以及與人類血緣接近的靈長類動物中，闌尾比原始靈長類更為發達。在雙門齒目有袋類、單孔目動物中，也獨立演化出類似器官，但是它的形狀與大小則依物種而有所不同。經由近代研究發現，尾椎和闌尾有相當程度的演化關係

## 形狀及位置
人類闌尾長度平均9公分，但是範圍從2至20公分都有。外科手術移除過的闌尾，最長記錄是在克罗地亚薩格勒布的26公分。外直徑一般小於6毫米，但有可能含少許糞便、體液而較粗仍未發炎。闌尾位於腹腔右下方，接近右髖骨位置。其根部連接大腸的位置可對應到體表右下腹的麥氏點（McBurney's point）。

## 生理功能
日本研究人員在英國《自然通訊》刊載，動物實驗顯示，闌尾能向腸道儲存及提供免疫細胞，發揮了保持腸內細菌平衡的作用。闌尾不具消化功能（可能與免疫力有關）。